# مغار (مدينة)
مغار Mġarr (وتعرف أيضا باسم مغيارو) هي مدينة صغيرة في شمال غرب جزيرة مالطا. تتميز بطابعها الريفي وموقعها في إقليم منفصل غرب موستا. وهي محاطة بالكثير من الأرض الزراعية وحقول زراعة العنب. يبلغ عدد سكانها تقريبا 3000 نسمة.
يقع بها معلم حضاري هام وهو موقع معابد تاهاجرات وهو من أقدم المواقع التاريخية الدينية في العالم، أدرجته اليونسكو ضمن قائمة التراث الإنساني العالمي.

## أعلام
- جوزيف زيرافا